# Барднала
Барднала (груз. ბარდნალა) — село в Грузії.
За даними перепису населення 2014 року в селі проживає 183 особи.